# Harpers Ferry (West Virginia)
Harpers Ferry (bis 1891 Harper’s Ferry) ist eine Town im Jefferson County im US-Bundesstaat West Virginia mit 285 Einwohnern (United States Census 2020). Sie liegt an der Mündung des Shenandoah River in den Potomac am Dreiländereck der US-Bundesstaaten Maryland, Virginia und West Virginia. Bekannt wurde sie durch Ereignisse im Vorfeld und während des Amerikanischen Bürgerkriegs.

## Geschichte

Harpers Ferry Waffenfabrik 1857 mit Baltimore-Ohio Eisenbahn um 1857

Harpers Ferry ist historisch vor allem durch Ereignisse vor und während des Sezessionskriegs und durch die staatliche Waffenfabrik Harpers Ferry Armory bekannt. Die Fabrik existierte von 1799 bis April 1861 und stellte Waffen für die US-Streitkräfte her.
Am 16. Oktober 1859 fand der Überfall auf Harpers Ferry statt, bei dem John Brown einen Sklavenaufstand entfachen wollte. Die Sklaven sollten mit Handwaffen aus der Harpers Ferry Armory bewaffnet werden. Der  Überfall scheiterte. Er verschärfte den Konflikt zwischen Befürwortern der Sklaverei und den Abolitionisten.
Die Waffenfabrik spielte eine wichtige Rolle zu Beginn des Sezessionskriegs. Um sie nicht in konföderierte Hände fallen zu lassen, zündete die militärische Sicherung die Gebäude vor ihrem Abzug an. Den Konföderierten gelang es, die eingelagerten Waffen und die Maschinen vor der Zerstörung zu retten.
Harpers Ferry wechselte während des Amerikanischen Bürgerkriegs zwölfmal den Besitzer. So war der Ort 1862 Schauplatz der Schlacht um Harpers Ferry, bei der die Konföderierten erfolgreich waren.
Seit 1944 ist Harpers Ferry Teil des Harpers Ferry National Historical Park. Seit 1964 unterhält der National Park Service dort ein Ausbildungszentrum für Natur- und Kulturinterpretation (Stephen T. Mather Training Center), und seit 1970 werden in einem eigenen Gebäude (Harpers Ferry Center) sämtliche Tafeln und Broschüren für alle Einrichtungen des Park Service entworfen.

## Appalachian Trail
Harpers Ferry wird außerdem vom Wanderweg Appalachian National Scenic Trail durchquert. Die Stadt markiert dabei die Hälfte des über 3500 Kilometer langen Weges. Aus diesem Grund ist hier auch die Appalachian Trail Conservancy ansässig, eine Organisation, die die Instandhaltung des Wegs organisiert.

## Söhne und Töchter des Ortes
- Willard Preble Hall (1820–1882), Politiker, Gouverneur von Missouri
- Emanuel W. Wilson (1844–1905), Politiker, Gouverneur von West Virginia
- Elliott Daingerfield (1859–1932), Maler und Kunstschriftsteller
- Joseph Howard Hodges (1911–1985), römisch-katholischer Geistlicher, Bischof von Wheeling